# Nectophrynoides laevis
Nectophrynoides laevis là một loài cóc thuộc họ Bufonidae.
Đây là loài đặc hữu của Tanzania.
Môi trường sống tự nhiên của chúng là vùng núi ẩm nhiệt đới hoặc cận nhiệt đới, đồng cỏ nhiệt đới hoặc cận nhiệt đới vùng đất cao, và đầm lầy.